# Cyphophthalmus kratochvili
Espèce
Cyphophthalmus kratochvili est une espèce d'opilions cyphophthalmes de la famille des Sironidae.

## Distribution
Cette espèce est endémique de Croatie. Elle se rencontre à Konavle sur le Sniježnica dans la grotte Škrabuljica.

## Description
Le mâle holotype mesure 1,76 mm et la femelle paratype 1,96 mm, les mâles mesurent de 1,74 à 1,86 mm.

## Étymologie
Cette espèce est nommée en l'honneur de Josef Kratochvíl.

## Publication originale
- Karaman, 2009 : « The taxonomical status and diversity of Balkan sironids (Opiliones, Cyphophthalmi) with descriptions of twelve new species. » Zoological Journal of the Linnean Society, vol. 156, no 2, p. 260–318.